# Stadion Wankdorf

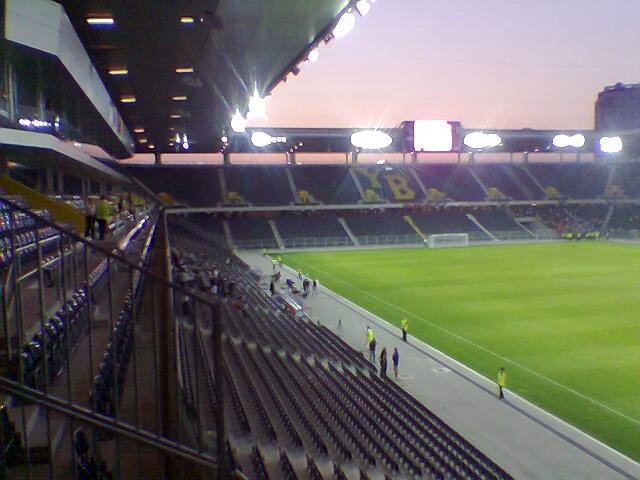
Stade de Suisse

A Stadion Wankdorf (2005 és 2020 között Stade de Suisse) a berni BSC Young Boys futballcsapatának otthona, illetve Svájc egyik legnagyobb stadionja is egyben. A 2008-as labdarúgó-Európa-bajnokság három mérkőzését rendezték itt. A korábbi Wankdorfstadion helyén épült fel.

## Története
1925. október 18-án átadták az első, 22 000 férőhelyes Wankdorf-stadiont. Az 1930-as években több lépésben folytatódtak tovább a munkálatok a stadionban. 1933-ra kialakítottak egy második edzőpályát, 1936-ra saroktornyokkal bővült a létesítmény, 1939-re pedig elkészült a stadion bővítése. Az újabb állóhelyek kialakításával immár 42.000 néző befogadására lett alkalmas az aréna.

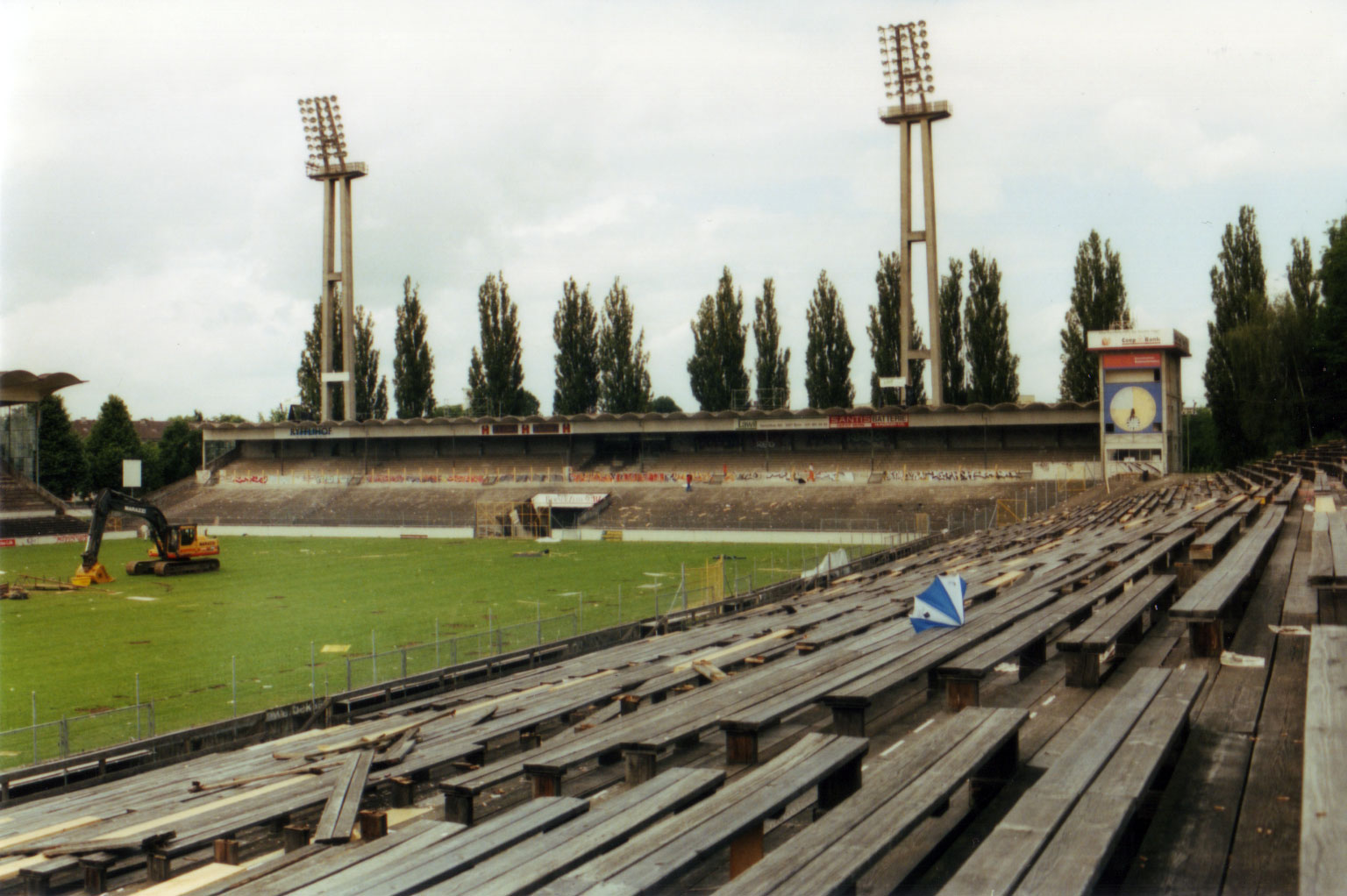
Wankdorf

Az 1954-es labdarúgó-világbajnokságra a stadion annyira elhasználódott, hogy az építészek, Haemming és Muzzulini egy új stadion építése mellett döntöttek. Ez az új aréna már 64 000 szurkoló befogadására volt alkalmas, 56 000 álló, és 8000 ülőhellyel rendelkezett. A világbajnokság döntőjét itt rendezték, amelyen a nyugatnémet válogatott 3–2 arányban felülmúlta a magyar Aranycsapatot.
2001-ben az elöregedett stadiont lebontották. Az utolsó meccsen megjelent az emlékezetes 1954-es vb-döntőn szereplő két játékos, Grosics Gyula, és Fritz Walter is. A lebontás után ugyanazon a helyen gyorsan fel is építették az új stadiont, ami végül 2005. július végére készült el. Az új építmény egyszerűen a Stade de Suisse Wankdorf Bern (Svájc stadionja) nevet kapta, ám a helyiek továbbra is csak Wankdorfnak hívják. Csaknem 32 000 néző befogadására alkalmas a kizárólag ülőhelyekkel rendelkező stadion.
A stadionban belső naperőmű működik. A napelemek maximális teljesítmény mellett 850 kW-ot biztosítanak. Az évi áramtermelés pedig 700 000 kWh-ra rúg.
Az aréna megnyitását követő szezonban természetes gyepszőnyegen játszhattak itt a csapatok, aztán a következő évben ezt műfűre cserélték, hogy a stadionban koncerteket is lehessen rendezni. 2006 tavaszán Bon Jovi lépett itt fel először, aztán augusztusban Robbie Williams is koncertezett itt, 2 napon összesen 80 000 ember előtt. 2020-ban egy szurkolói petíció hatására a Stade de Suisse a korábbi stadionra utalva új nevet kapott: Stadion Wankdorf.
A stadion épületében helyet kapott egy bevásárlóközpont, egy szálloda, valamint egy iskola is.